# ماريسا سيلفر
ماريسا سيلفر (بالإنجليزية: Marisa Silver)‏ هي كاتبة سيناريو ومخرجة أمريكية، ولدت في 23 أبريل 1960 في شاكير هايتس في الولايات المتحدة.

## وصلات خارجية
- الموقع الرسمي
- ماريسا سيلفر على موقع IMDb (الإنجليزية)
- ماريسا سيلفر على موقع ألو سيني (الفرنسية)
- ماريسا سيلفر على موقع أول موفي (الإنجليزية)
- ماريسا سيلفر على موقع قاعدة بيانات الأفلام السويدية (السويدية)
- ماريسا سيلفر على موقع قاعدة بيانات الفيلم (الإنجليزية)
- ماريسا سيلفر على موقع كينوبويسك (الروسية)